# Cebus olivaceus
Caiarara ou Cairara (Cebus olivaceus, antigamente designado Cebus nigrivittatus) é uma espécie de primata pertencente à família Cebidae. É encontrado na Guiana, Guiana Francesa, Suriname, Colômbia e norte do Brasil.